# Franc Pacifique
Pour les articles homonymes, voir Franc.
Le franc Pacifique, officiellement le franc des collectivités françaises du Pacifique, ou simplement appelé franc dans l'usage courant, est, avec l'euro, une des deux monnaies officiellement utilisées au sein de la République française. Également connu sous le nom de franc CFP (Change Franc Pacifique, anciennement Colonies françaises du Pacifique), il a cours dans les collectivités d'outre-mer françaises de l'océan Pacifique : Nouvelle-Calédonie, Polynésie française et Wallis-et-Futuna.

## Histoire du franc Pacifique
Le franc des Colonies françaises du Pacifique, dit franc CFP, a été créé en décembre 1945 en même temps que le franc CFA (colonies françaises d'Afrique), après les accords de Bretton Woods.
Avant cette date, ont circulé sur ces territoires, à partir des années 1890, principalement des francs français et des piastres indochinoises, lesquelles sont émises par la Banque de l'Indochine qui ouvre un comptoir à Papeete le 5 décembre 1905, mais aussi, à différentes époques, circulent de nombreuses monnaies étrangères comme le peso chilien d'argent, etc. La première banque d'émission ouverte à Papeete est la Caisse agricole de Tahiti qui imprime, à partir du Second Empire, des bons de caisse ayant valeur de monnaie.
Avant la seconde guerre mondiale, par manque de monnaie officielle, le troc est de retour sur les îles du Pacifique et des entreprises privées émettent leur propre monnaie, comme la Société Le Nickel (SLN) à Nouméa. En 1942 les troupes américaines arrivent dans le Pacifique et apportent le dollar sur les îles françaises, qui sera localement utilisé.
Après les accords de Bretton Woods en 1944 la France souhaite assainir la situation financière de ses colonies. C’est pourquoi le gouvernement provisoire crée par décret le 26 Décembre 1945 le CFA signifiant « franc des Colonies françaises d'Afrique » et le CFP signifiant « franc des Colonies françaises du Pacifique ». Le CFP est alors émis par la Banque d’Indochine. Cette monnaie reçoit un bon accueil dans les territoires du Pacifique et apporte une stabilité économique.
Bien que l'appellation CFP ait évolué en « Communauté financière du Pacifique » puis en « change franc Pacifique », aucun texte officiel ne modifie l'appellation de 1945 avant 2022. L'ordonnance du 15 septembre 2021, entrée en vigueur le 26 février 2022, définit l'appellation franc CFP comme le « franc des collectivités françaises du Pacifique ».
Il a le code ISO 4217 de monnaie : XPF. L'Institut d'émission d'outre-mer (IEOM) est la banque centrale des territoires français du Pacifique.

## Parité
La parité officielle du franc Pacifique a été dans un premier temps fixée par l'arrêté du 31 décembre 1998, puis par le code monétaire et financier, à :
- 1 000 XPF = 8,38 € (exactement) ;
- 1 XPF = 0,008 38 € ;
- 1 € ≈ 119,33174 XPF (environ).

Ainsi tout en conservant leur monnaie, les collectivités françaises du Pacifique (Nouvelle-Calédonie, Polynésie française et territoire des îles Wallis-et-Futuna) bénéficient notamment de l'accès sans risque de change aux marchés de la zone euro.
Bien que fixe, la parité du franc CFP a évolué depuis sa création. De 1945 à 1998, la parité du franc Pacifique était fixée par rapport à celle du franc français, mais depuis 1999 et l'adoption par la France de l'euro comme devise officielle, il n'y a plus de taux de conversion directe entre le franc Pacifique et le franc français, et c'est par rapport à l'euro que la parité du franc CFP est fixée.
Évolution des parités :
- 26 décembre 1945 : 100 F CFP = 240 aFRF (aFRF = ancien franc français) ;
- 26 janvier 1948 : 100 F CFP = 432 aFRF ;
- 18 octobre 1948 : 100 F CFP = 531 aFRF ;
- 27 avril 1949 : 100 F CFP = 548 aFRF ;
- 20 septembre 1949 : 100 F CFP = 550 aFRF (début de la parité fixe avec le franc, puis l'euro) ;
- 1er janvier 1960 : 100 F CFP = 5,50 FRF (passage au « nouveau franc » : 1 FRF = 100 aFRF) ;
- 1er janvier 1999 : 1 000 F CFP = 8,38 €[10] soit 100 F CFP ≈ 5,497 FRF[11]

On constate que le passage de la parité avec le franc à la parité avec l'euro a très légèrement dévalué le franc Pacifique par rapport au franc français, puisque le taux de parité avec l'euro a été arrondi. Mais cela a l'avantage de conserver un taux de conversion exact avec l'euro, et de limiter les erreurs d'arrondis qui auraient été disséminées dans l'économie franc Pacifique par la transition à l'euro. La légère différence causée par cette dévaluation a été compensée par un apport de la Banque de France au fonds légal de l'IEOM garantissant la valeur du franc Pacifique auprès des banques et institutions monétaires internationales. Cette différence est également inférieure aux variations journalières de cotation de l'euro ou du franc CFP avec les autres devises sur les marchés internationaux.

## Passage à l'euro
Les autorités des territoires d'outre-mer français de Wallis-et-Futuna et de Polynésie française se sont déclarées favorables pour adopter l'euro, en remplacement du franc CFP, même si le gouvernement français a assuré qu'il ne mettait pas en cause l'existence du franc Pacifique.
Cependant, la Nouvelle-Calédonie n'a pas encore pris sa décision. En effet, trois consultations sur l'accession à la pleine souveraineté de la Nouvelle-Calédonie ont eu lieu le 4 novembre 2018, le 4 octobre 2020 et le 12 décembre 2021 ; et les opinions diffèrent sur l'adoption de l'euro dans le futur. Le gouvernement français a exigé que ces trois territoires se déclarent en faveur de l'adoption de l'euro. Si les trois entités se mettent d'accord en faveur de l'adoption de l'euro, le gouvernement français fera une demande en leur nom au Conseil européen et le passage à l'euro aura lieu quelques années plus tard.

## Émissions monétaires

### Pièces de monnaie (avant 2020)
Deux jeux de pièces sont émis actuellement : le premier circule en Nouvelle-Calédonie et à Wallis-et-Futuna, le second en Polynésie française. Ils comprennent tous deux des pièces de 1, 2, 5, 10, 20, 50 et 100 francs Pacifique.
Les pièces de 1 à 5 francs sont en aluminium ; les pièces de 10 à 50 francs en nickel ; après 2005, en cupronickel ; celle de 100 francs est en alliage de nickel, cuivre et aluminium.
L'avers commun représente Minerve (gravure de Lucien Bazor) sur les pièces de 1 à 5 francs et Marianne (gravure de Raymond Joly) sur les pièces de 10 à 100 francs.

#### Type Nouvelle-Calédonie et Wallis-et-Futuna
Le revers porte le nom du territoire, la valeur faciale et une illustration :
- Nouvelle-Calédonie et Wallis-et-Futuna :
  - Pièces de 1, 2 et 5 francs : un cagou aux ailes déployées ;
  - Pièces de 10 francs : une pirogue à voile devant un paysage côtier ;
  - Pièces de 20 francs : trois têtes de zébus d'élevage ;
  - Pièces de 50 et 100 francs : une case kanak entourée de trois pins colonnaires et d'un cocotier.

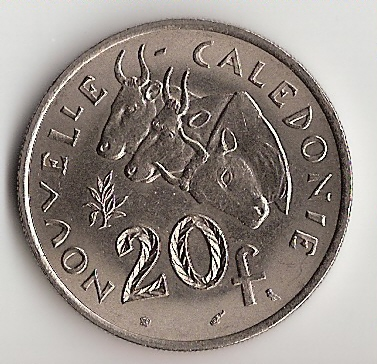
Pièce de 20 F CFP (Nouvelle-Calédonie).
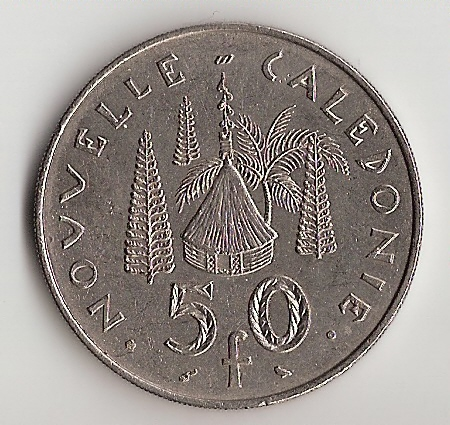
Pièce de 50 F CFP (Nouvelle-Calédonie).

#### Type Polynésie française
Le revers porte le nom du territoire, la valeur faciale et une illustration :
- Polynésie française ;
  - Pièces de 1, 2 et 5 F CFP : un paysage côtier ;
  - Pièces de 10 F CFP : deux Tiki dos-à-dos (représentation d’esprits polynésiens) ;
  - Pièces de 20 F CFP : un uru, fruit de l'arbre à pain ;
  - Pièces de 50 et 100 F CFP : un paysage côtier et de relief (Mou'a Roa sur l'île de Moorea) avec maison sur pilotis et pirogue à balancier.

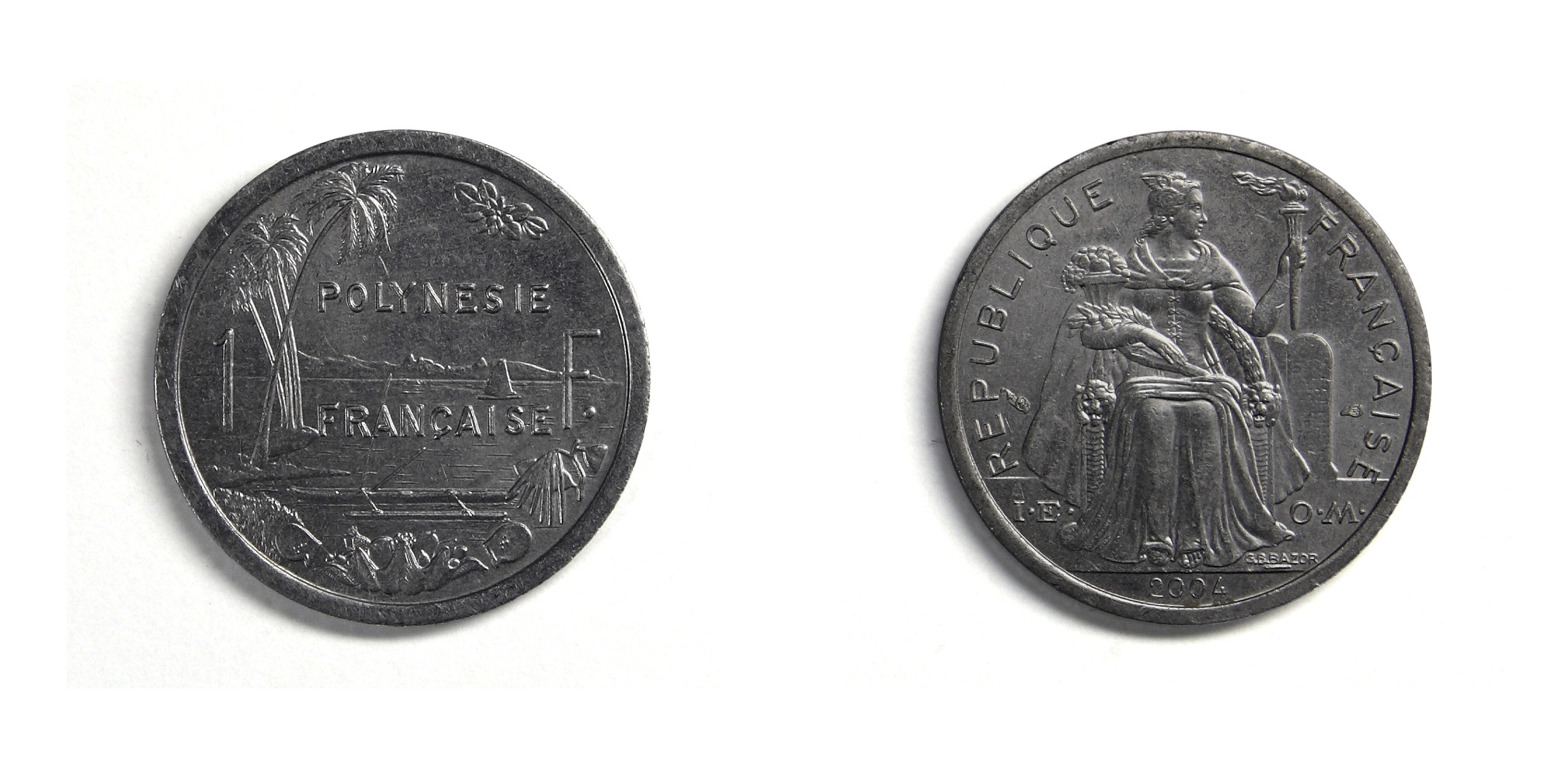
Pièce de 1 F CFP (Polynésie française).
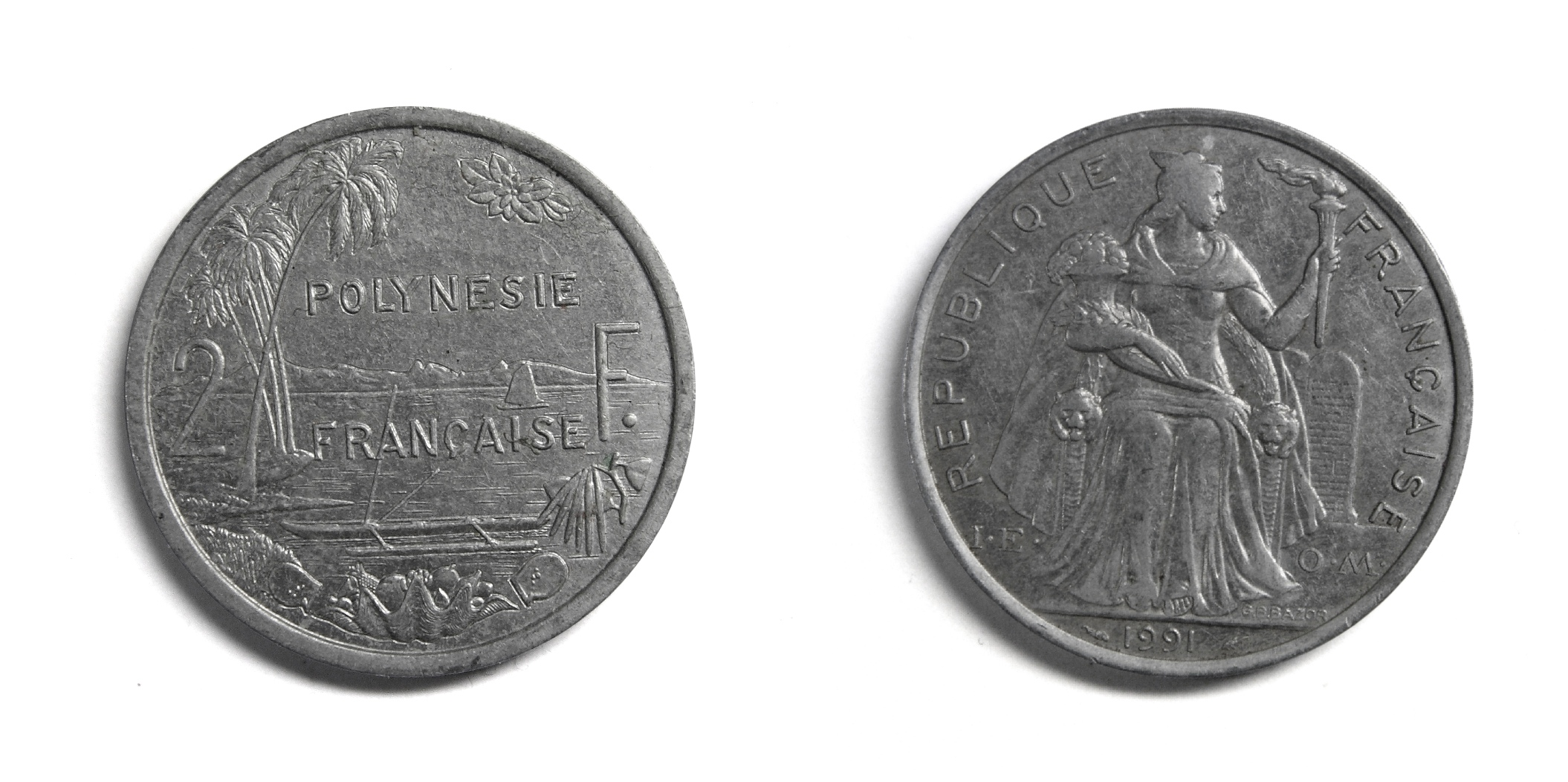
Pièce de 2 F CFP (Polynésie française).
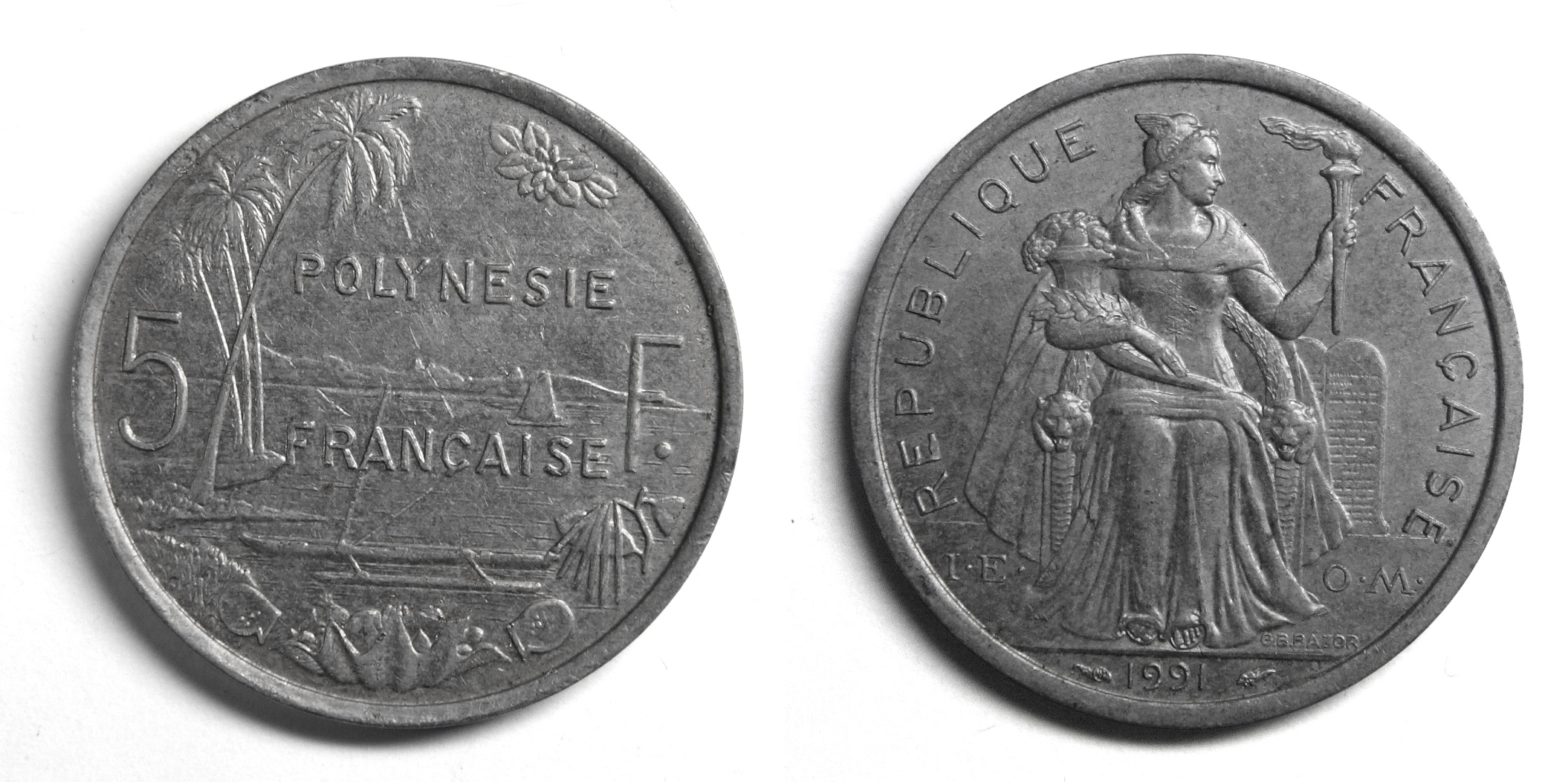
Pièce de 5 F CFP (Polynésie française).
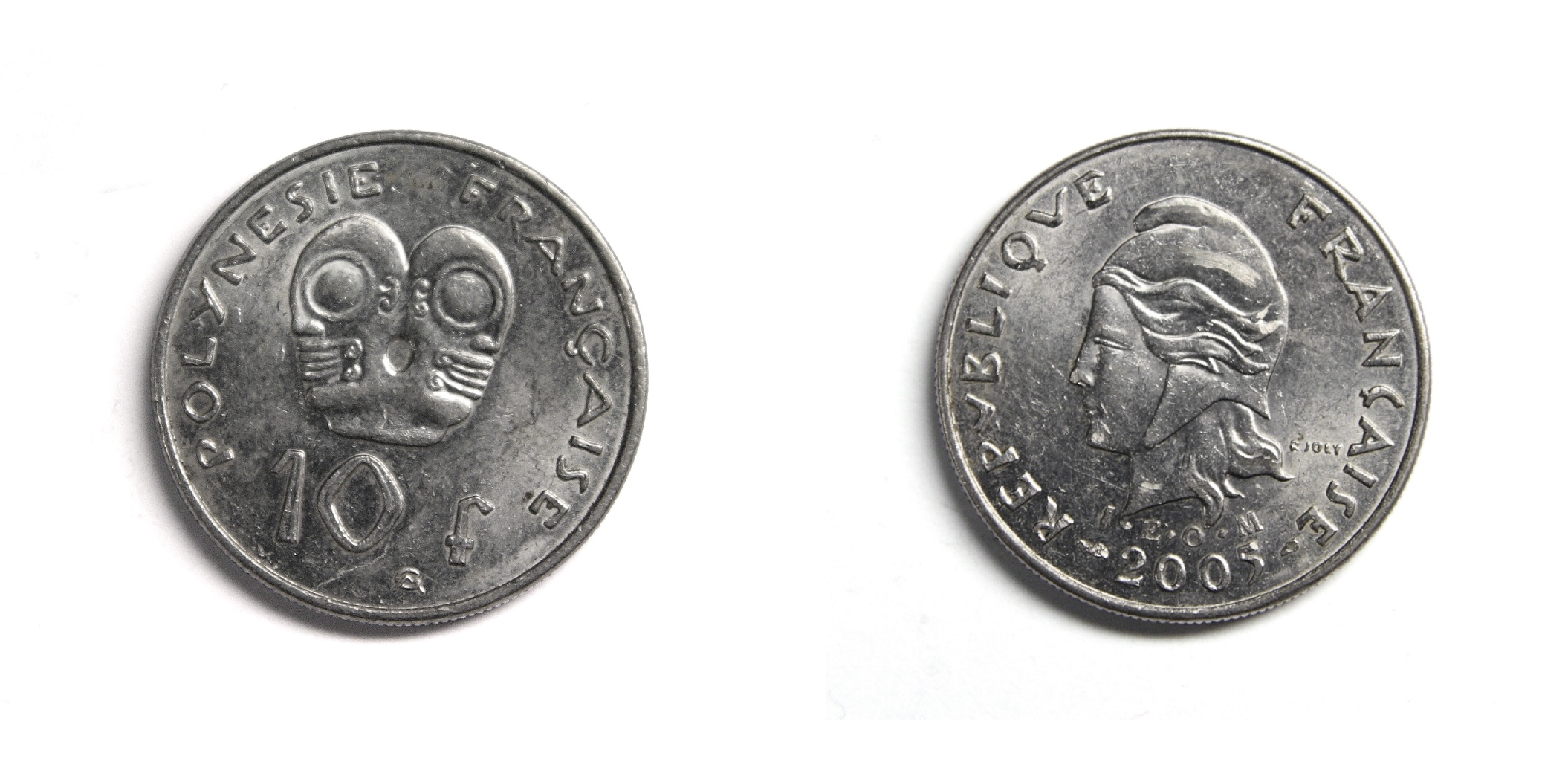
Pièce de 10 F CFP (Polynésie française).
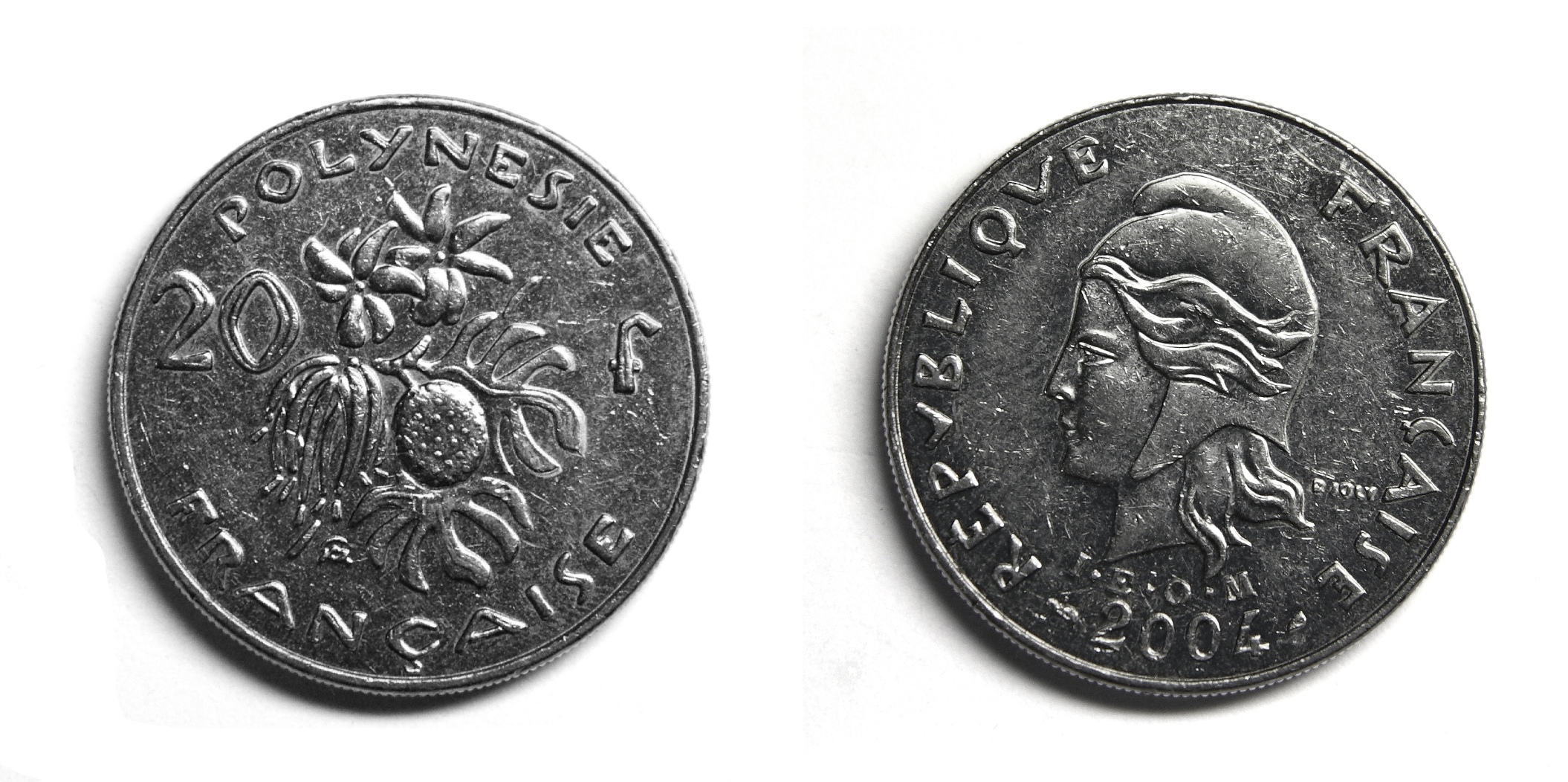
Pièce de 20 F CFP (Polynésie française).
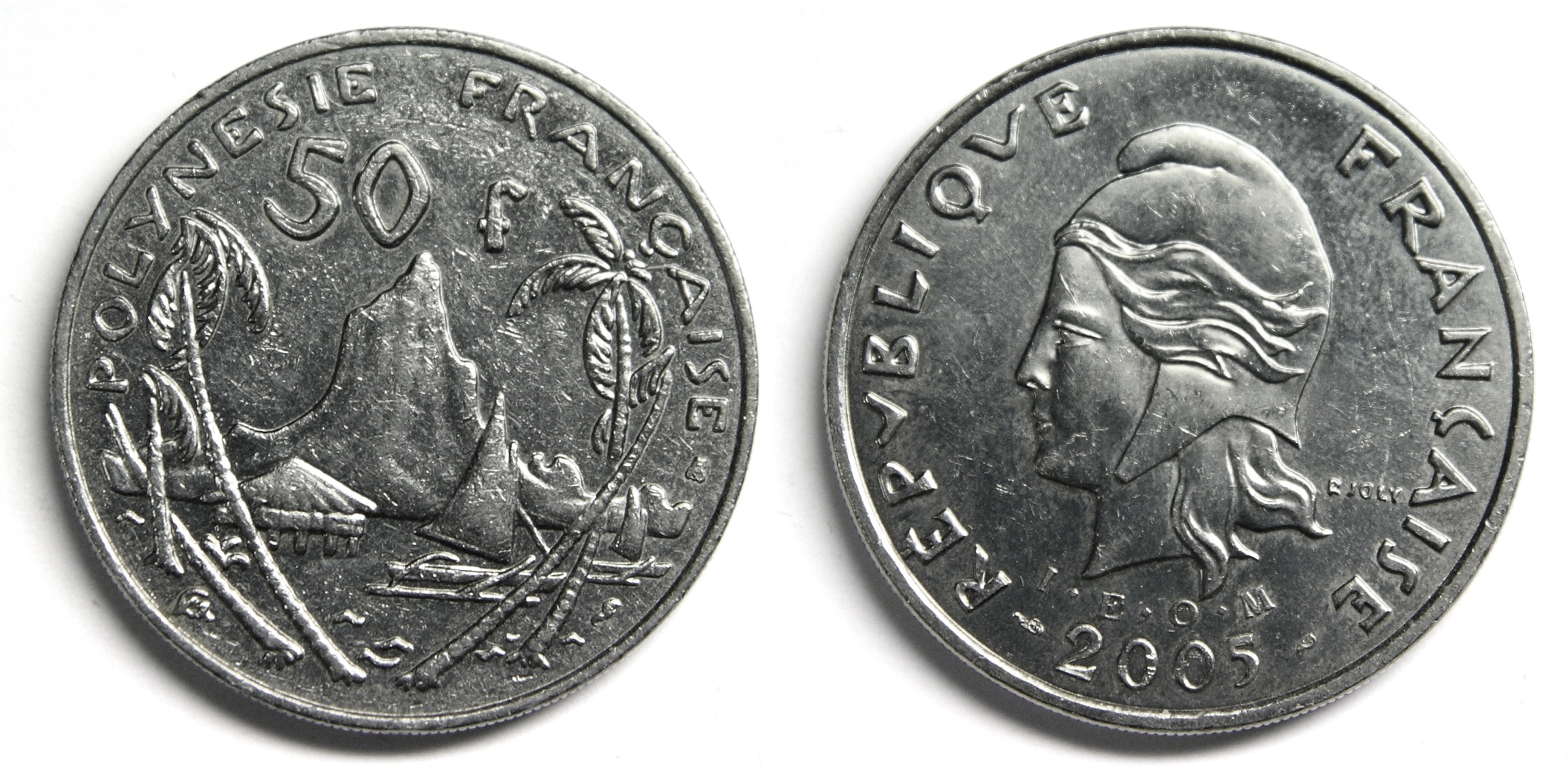
Pièce de 50 F CFP (Polynésie française).
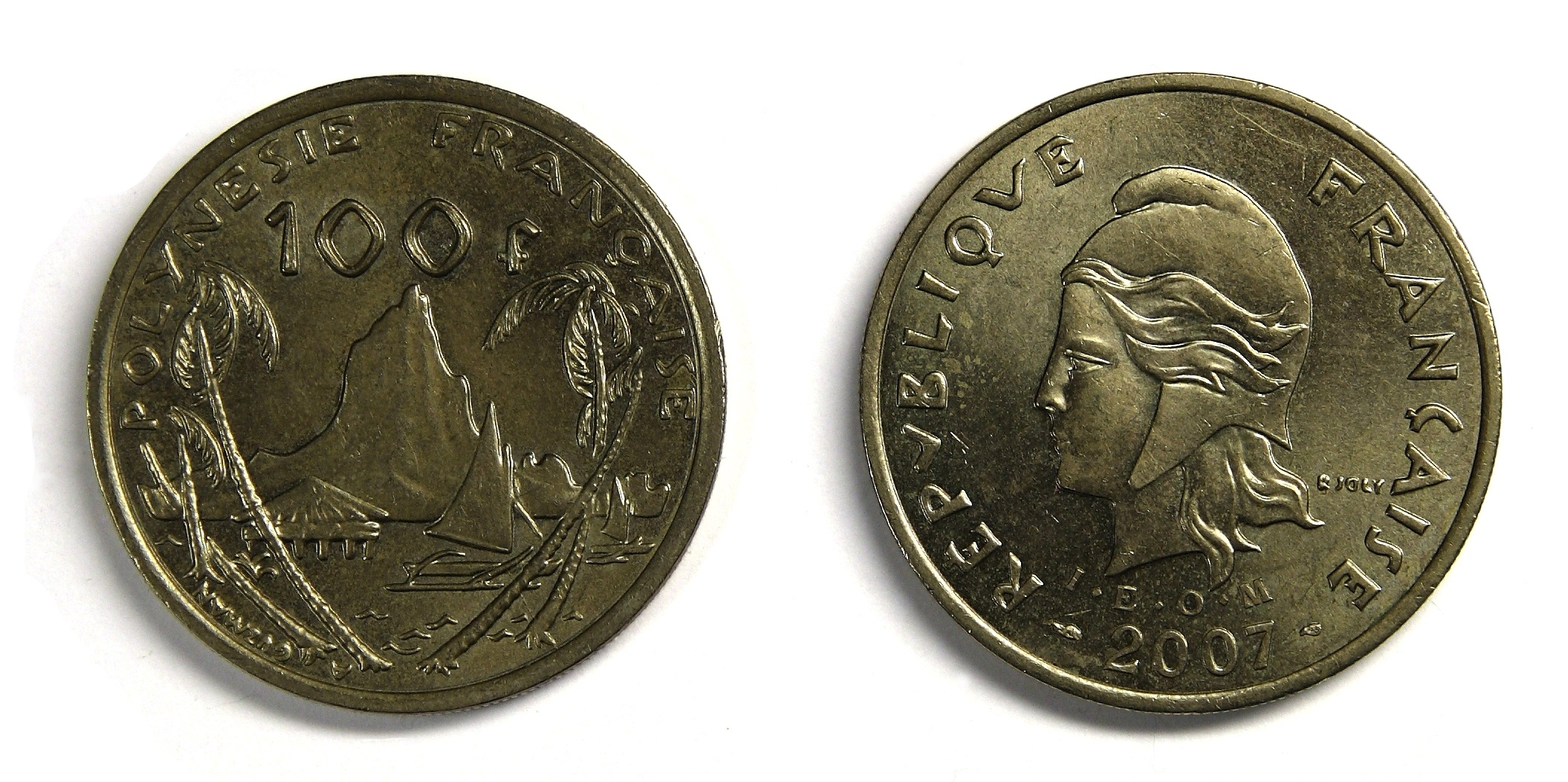
Pièce de 100 F CFP (Polynésie française).

### Pièces de monnaie (depuis 2021)
À partir du 1er septembre 2021, une nouvelle série de pièces vient remplacer les deux types antérieurs avec les changements suivants :
- La série est commune aux trois territoires ;
- Le design est modernisé ;
- Les pièces sont allégées ;
- Les pièces de 1 et 2 francs sont supprimées ;
- Une pièce de 200 francs, bimétallique, est frappée.

### Billets de banque

#### Évolutions techniques

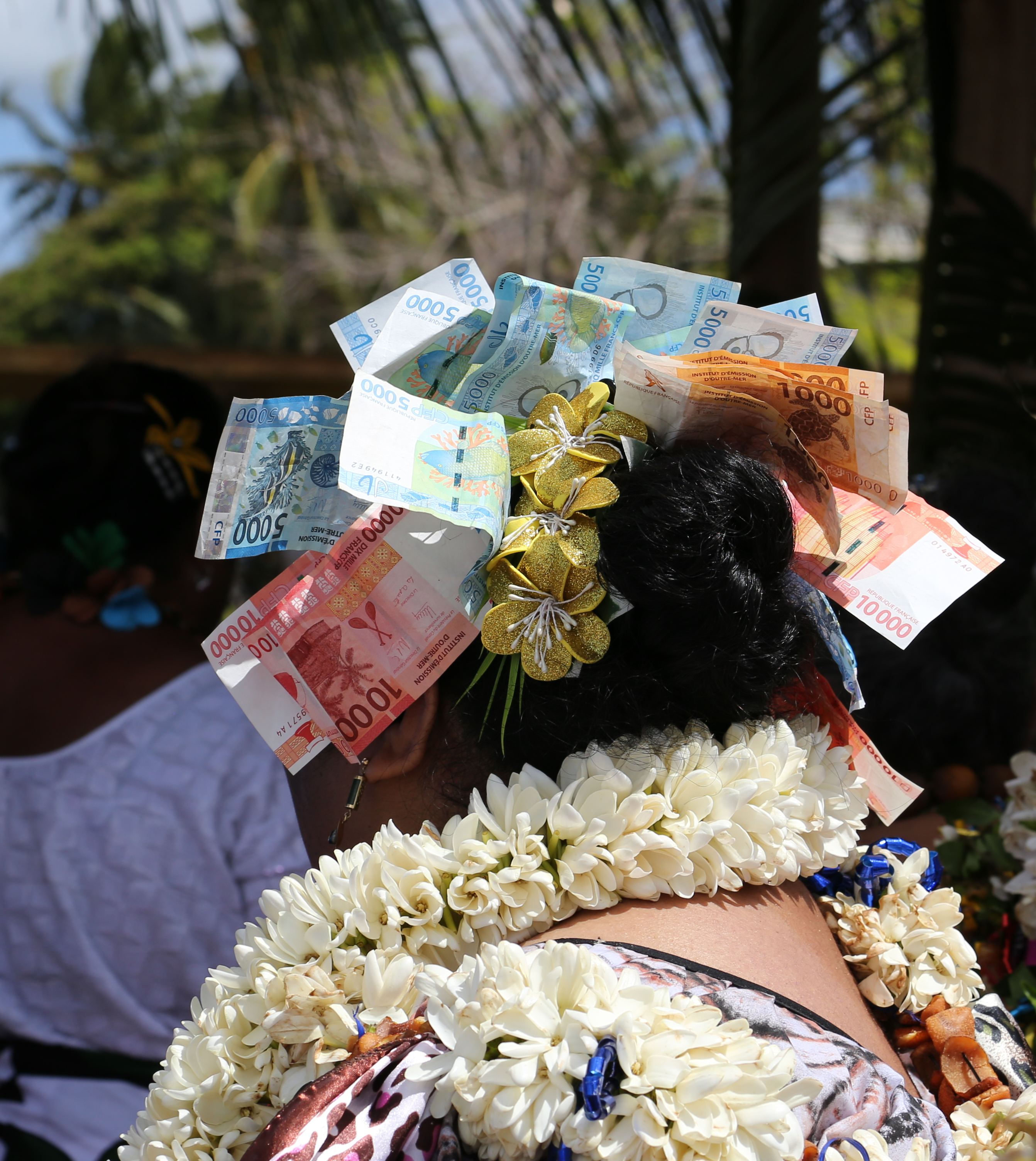
Une danseuse à Wallis lors de la fête de l'Assomption le 15 août 2019. Les meilleures prestations sont récompensées en billets épinglés dans la coiffure ou coincés dans les vêtements.

Jusqu'en 1992, les billets étaient distingués par le chef-lieu du territoire d’émission (Nouméa ou Papeete). Par la suite, cette distinction a été supprimée, d'abord pour les billets de 500 F CFP puis progressivement pour l'ensemble des autres valeurs.
Jusqu'en 2001, les billets étaient imprimés en utilisant la technique de la taille-douce, d'abord sur du papier de 65 grammes au mètre carré jusqu'en 1994 puis sur du 70 grammes au mètre carré de 1994 à 2001. De 2001 à 2014, la taille-douce est toujours utilisée pour le recto (ou « face polynésienne »), mais cette technique est remplacée par celle de l'offset pour le verso (ou « face néo-calédonienne »).
Le 20 janvier 2014, de nouveaux billets entrent en circulation. De taille réduite, mieux sécurisés, les nouveaux billets sont aussi plus facilement reconnaissables par les malvoyants. Par leurs motifs et graphismes, conçus en concertation avec les autorités des trois collectivités françaises du Pacifique (et notamment répondant à une loi du pays néo-calédonienne de 2010 ayant adopté trois des cinq signes identitaires de cet archipel prévus par l'accord de Nouméa), ils reprennent des éléments du patrimoine culturel, artistique et naturel de Nouvelle-Calédonie, Polynésie française et, dans une moindre mesure, de Wallis-et-Futuna.

#### Ancienne graphie (2001-2014)
Parmi les caractéristiques graphiques générales des billets de franc Pacifique figurent principalement une multiplicité de motifs renvoyant à la faune, la flore, l'histoire, les populations et l'histoire de la Polynésie française au recto et de la Nouvelle-Calédonie au verso ; l'utilisation d'une gamme importante de couleurs vives ; la présence d'une marie-louise. Le nom de la banque d'émission (Institut d'émission d'outre-mer) est indiqué centré sur le bord supérieur des deux faces, tandis que la mention de la « République française » n'est faite que sur la face polynésienne (dans le coin gauche de la partie centrale pour tous les billets sauf celui de 5 000 F, où elle est en dessous du bord supérieur), à l'exception du billet de 10 000 F (où la mention est présente sur les deux faces, centrée dans le bord supérieur en dessous du nom de la banque d'émission pour le verso). La valeur faciale en chiffre est indiquée sur chaque face, dans les bords supérieurs droite et gauche (à quoi s'ajoute « C.F.P. » sur le seul billet de 10 000 F), et celle en lettre n'est mentionnée que sur la face polynésienne (centrée dans le bord supérieur, sauf pour le billet de 5 000 F où elle est légèrement excentrée en bas à gauche de la partie centrale, le « C.F.P. » n'est encore présent que sur le billet de 10 000 F). Les trois signatures (du président du conseil de surveillance, du directeur général et du directeur de l'Institut d'émission d'outre-mer] ne sont de même apposées que sur la face polynésienne, sur la partie centrale. Les références au Code pénal sont centrées sur le bord inférieur de la face néo-calédonienne uniquement. Le filigrane prend la forme d'une vignette circulaire apparaissant sur les deux faces légèrement excentrée horizontalement et centrée verticalement, généralement à droite pour la face polynésienne et gauche pour la face néo-calédonienne, avec une disposition inverse pour le seul billet de 500 F.
Quatre valeurs circulent (avec contrevaleur exacte en euro) :
- Billets de 500 F CFP = 4,19 € ;
- Billets de 1 000 F CFP = 8,38 € ;
- Billets de 5 000 F CFP = 41,90 € ;
- Billets de 10 000 F CFP = 83,80 €.

| Aperçu | Valeur     | Dimensions, (en millimètres) | Couleur principale | Couleur principale | Représentation | Représentation | Motifs du filigrane                                                                                      | Motifs du filigrane |
| Aperçu | Valeur     | Dimensions, (en millimètres) | Couleur principale | Couleur principale | Recto (Polynésie française) | Verso (Nouvelle-Calédonie) | Motifs du filigrane                                                                                      | Motifs du filigrane |
| ------ | ---------- | ---------------------------- | ------------------ | ------------------ | --- | --- | --- | ------------------- |
|        | 500 XPF    | 150 × 80                     |                    | Bleu               | * Centre : paysage côtier des îles Marquises et pirogue à balancier * Partie droite : buste d'un jeune pêcheur polynésien * Partie gauche : poissons, coraux et gorgone * Bord supérieur : un poisson, des coraux et polypes | * Centre : paysage littoral avec falaises de calcaire noir de Hienghène * Partie droite : ornements faîtiers de case kanak et harpons * Partie gauche : tête de profil d'un Kanak de Maré * Bord supérieur : ornement faîtier de case kanak * Bord inférieur : branche de palétuvier, coquillages (dont la toutoute) et poissons | Tête de profil de Marianne, dirigée vers une superposition des lettres R et F                            |                     |
|        | 1000 XPF   | 160 × 85                     |                    | Rouge              | * Centre : Fare entouré de cocotiers * Partie droite : tête de jeune femme polynésienne, portant collier de fleurs de frangipanier autour du cou et trois fleurs de tiaré à l'oreille droite * Partie gauche : motifs de pareo tahitiens * Bord supérieur : motifs de paréo tahitiens *Bord inférieur : motifs de paréo tahitiens, fleurs d'hibiscus                                                                               | * Centre : case de chef kanak avec végétations (pins colonnaires et niaouli) et deux cerfs au premier plan * Partie droite : sculptures kanak et feuilles de taro * Partie gauche : église de Vao à l'île des Pins avec deux cagous aux crêtes relevées au premier plan * Bord supérieur : motifs de tapas wallisiens * Bord inférieur : végétation, motifs de tapas wallisiens                                                                                      | Tête de profil de Marianne, dirigée vers une superposition des lettres R et F                            |                     |
|        | 5000 XPF   | 172 × 92                     |                    | Vert               | * Centre : filet de pêche surplombant une flottille de trois bâtiments (trois-mâts et goélette) * Partie droite : sextant et poupe d'un navire * Partie gauche : buste du navigateur et explorateur français Louis Antoine de Bougainville (1729-1811), arrivé à Tahiti en 1768 * Bords supérieurs et inférieurs : motifs de tissus imprimés polynésiens                                                                           | * Centre : pirogue à voile mélanésienne sur fond de pins colonnaires * Partie droite : buste du contre-amiral français Auguste Febvrier Despointes (1796-1855), qui a pris possession de la Nouvelle-Calédonie pour la France en 1853 * Partie gauche : fleurs néo-calédoniennes et motifs sculptés * Bord supérieur : dessins stylisés * Bord inférieur : Motifs sculptés                                                                                           | Tête de profil de Marianne, dirigée vers une superposition des lettres R et F                            |                     |
|        | 10 000 XPF | 172 × 92                     |                    | Rouge orangé       | * Centre : armoiries de la Polynésie française sur fond de paysage côtier de Huahine avec trois farés sur pilotis entourés de cocotiers * Partie droite : tressages stylisés de feuilles de palmiers * Partie gauche : profil droit d'une Polynésienne à la longue chevelure ornée d'une fleur de tiaré au-dessus de l'oreille et d'une couronne de fleurs de tiaré * Bords supérieurs et inférieurs : motifs de tapas polynésiens | * Centre : coraux et poissons des lagons de Nouvelle-Calédonie, profil gauche d'une Kanak à la chevelure ornée d'une fleur d'hibiscus au-dessus de l'oreille * Partie droite : flèche faîtière représentant une tête sculptée, sur fond de tapas wallisiens * Partie gauche : poissons et coraux * Bord supérieur : dessins stylisés, case kanak entourée de pins colonnaires, motifs de tapas et cocotiers * Bord inférieur : poissons et coraux, fleurs de paradis | Profils des deux femmes représentées sur les faces du billet, opposées, séparées par une colonne florale |                     |

#### Graphie néo-calédonienne et nouveaux billets (depuis 2014)
L'accord de Nouméa du 5 mai 1998 et la loi organique relative à la Nouvelle-Calédonie du 19 mars 1999 qui en découle définissent le graphisme des billets, au même titre que le drapeau, la devise, le nom et l'hymne de la Nouvelle-Calédonie, comme un signe identitaire devant « être recherché en commun pour exprimer l'identité kanak et le futur partagé entre tous ».
En avril 2007, un comité de pilotage chargé de réfléchir sur la question des signes identitaires a été formé, étant présidé par la vice-présidente indépendantiste du gouvernement local Déwé Gorodey et comprenant des personnalités des différentes tendances politiques, de la société civile, du monde associatif et religieux. Plusieurs propositions de billets de banque ont été présentées au gouvernement et au public, en même temps qu'un hymne et une devise, le 26 juin 2008. Le 29 août 2008, les projets d'hymne et de devise sont approuvés par le Conseil économique et social local, mais pas la graphie des billets, changement jugé prématuré et couteux,. Malgré cette réserve, le projet de loi du pays portant sur les trois premiers signes identitaires (hymne, devise et graphie des billets) est finalement adopté le 18 août 2010 en séance plénière du Congrès, par 49 voix sur 54 tandis que 5 s'abstiennent (les 4 du Parti travailliste et Jean-Luc Régent du Rassemblement pour la Calédonie).
Les premières propositions de billets ont ensuite été remaniées, en fonction de leur faisabilité et des règles de sécurité à appliquer, par l'Institut d'émission d'outre-mer, et les maquettes définitives ont été validées par le gouvernement de la Nouvelle-Calédonie le 24 avril 2012.
Les nouveaux billets, offrant également une nouvelle graphie pour la « face polynésienne » et des règles de sécurité répondant aux normes modernes, entrent en circulation à partir du 20 janvier 2014. Une période de « double circulation » avec les anciens billets est alors mise en place jusqu'au 30 septembre 2014, date définitive du retrait des anciens billets.
| Aperçu | Valeur        | Dimensions, (en millimètres) | Couleur principale | Couleur principale | Thème principal | Représentation | Représentation | Représentation | Motifs du filigrane                 | Motifs de transvision                      | Motifs dynamiques           |
| Aperçu | Valeur        | Dimensions, (en millimètres) | Couleur principale | Couleur principale | Thème principal | Nouvelle-Calédonie | Polynésie française | Wallis-et-Futuna | Motifs du filigrane                 | Motifs de transvision                      | Motifs dynamiques           |
| ------ | ------------- | ---------------------------- | ------------------ | ------------------ | --------------- | --- | --- | --- | ----------------------------------- | ------------------------------------------ | --------------------------- |
|        | 500 francs    | 120 × 66                     |                    | Vert               | Flore           | Recto * Motif principal (centre, droite) : Fleurs d'Oiseau de paradis sur fond de motifs de bambou gravé * Motif secondaire (centre, avec les signatures) : Feuilles de taro * Bord inférieur : Motifs de bambou gravé (océan et soleil, pirogue, pins colonnaires, case)    | Verso * Motif principal (centre) : Bouquet de Tiaré tahiti et de fleurs de frangipanier * À gauche : Noix de coco en germination                                                                                  | Deux faces * Recto, centre inférieur : Motifs de siapo * Recto, motif secondaire (arrière-plan) : Feuilles de kava * Verso, bord supérieur : Feuilles de kava sur fond de motifs de tapa  | Pirogue à balancier, valeur faciale | Papaye et feuille de papayer               | Aucun                       |
|        | 1 000 francs  | 126 × 66                     |                    | Brun orangé        | Faune           | Verso * Motif principal (centre) : Cagou devant une fronde de fougère * À gauche : Perruche cornue perchée sur une branche de niaouli | Recto * Motif principal (centre, droite) : Tortue sur fond de motifs de tatouage * Motif secondaire (centre, avec les signatures) : Raie manta * Bord inférieur : Motifs de tatouage (gekko et tortues)           | Deux faces * Recto, centre inférieur : Motifs de siapo * Recto, motif secondaire (arrière-plan) : Sternes blanches * Verso, bord supérieur : Sternes blanches sur fond de motifs de tapa  | Pirogue à balancier, valeur faciale | Perruche de profil perchée sur une branche | Aucun                       |
|        | 5 000 francs  | 132 × 73                     |                    | Bleu               | Faune marine    | Recto * Motif principal (centre, droite) : Deux poissons-cochers devant une gorgone et sur fond d'ombres de poissons * Motif secondaire (centre, avec les signatures) : Coquille de nautile * Bord inférieur : Frise de poissons (poissons-papillons et poissons-perroquets) | Verso * Motif principal (centre) : Napoléon devant une gorgone * À gauche : Huître perlière | Deux faces * Recto, centre inférieur : Motifs de siapo * Recto, motif secondaire (arrière-plan) : Conque * Verso, bord supérieur : Conques et strombe araignée sur fond de motifs de tapa | Pirogue à balancier, valeur faciale | Deux hameçons traditionnels                | Poisson-papillon            |
|        | 10 000 francs | 138 × 73                     |                    | Rouge              | Architecture    | Verso * Motif principal (centre) : Deux cases stylisées du Centre culturel Tjibaou * À gauche : Deux cases rondes traditionnelles sur fond de flèches faîtières | Recto * Motif principal (centre, droite) : Fare devant deux cocotiers sur fond de tikis * Motif secondaire (centre, avec les signatures) : Deux rames de va’a entrecroisées * Bord inférieur : Frise de six tikis | Deux faces * Recto, centre inférieur : Motifs de siapo * Recto, motif secondaire (arrière-plan) : Fale * Verso, bord supérieur : Fale sur fond de motifs de tapa                          | Pirogue à balancier, valeur faciale | Pilon en pierre                            | Motifs de flèches faîtières |